# Arnold Escher von der Linth
Arnold Escher von der Linth (ur. 8 czerwca 1807 w Zurychu, zm. 12 lipca 1872 tamże) – szwajcarski geolog, jeden z pionierów szwajcarskiej geologii alpejskiej.

## Życiorys
Arnold Escher von der Linth urodził się 8 czerwca 1807 roku w Zurychu . Jego ojcem był uczony i polityk Hans Conrad Escher von der Linth (1767–1823) . Wielokrotnie towarzyszył ojcu w wyprawach przyrodniczych .
W latach 1825–1829 studiował geologię i nauki pomocnicze  – najpierw w Akademii Genewskiej, m.in. u Charles’a-Gasparda de la Rive (1770–1834), Louisa Alberta Neckera (1786–1861) i Augustina Pyramusa de Candolle (1778–1841) , a następnie w Berlinie, m.in. chemię u Eilharda Mitscherlicha (1794–1863) i Heinricha Rose (1795–1864), fizykę u Paula Ermana (1764–1851), mineralogię u Christiana Samuela Weissa (1780–1856) i Gustava Rose (1798–1873) oraz geografię u Carla Rittera (1779–1859) i Alexandra von Humboldta (1769–1859) . Odbył liczne podróże studialne po Niemczech, Austrii i Włoszech , m.in. razem z niemieckim geologiem Friedrichem Hoffmannem (1797–1836) .
W 1834 roku został wykładowcą geologii (niem. Privatdozent) na Uniwersytecie w Zurychu i w latach 1834–1835 pełnił funkcję eksperta ds. szkód wodnych (niem. Wasserverheerungen) w Alpach . W 1852 roku objął stanowisko profesora geologii na Uniwersytecie Zuryskim, a w 1856 roku na zuryskiej Politechnice Federalnej . Był kustoszem kolekcji minerałów . Wykłady prowadził w semestrze zimowym, a w semestrze letnim poświęcał się badaniom w terenie . W 1842 roku m.in. razem z Édouardem Desorem (1811–1882) dokonał pierwszego wejścia na szczyt Lauteraarhorn (4042 m n.p.m.) w Alpach Berneńskich. W 1863 roku odbył wyprawę do Algierii i na Saharę .
W 1857 roku poślubił Marię Barbarę Ursulę von Latour (1807–1863), siostrę polityka Aloisa de Latour (1815–1875) . Para pozostała bezdzietna .
Escher von der Linth zmarł w Zurychu 12 lipca 1872 roku .

## Działalność naukowa
Escher von der Linth skupił się na badaniach wysokich gór wschodniej Szwajcarii . Razem z Bernhardem Studerem (1794–1887) prowadził pierwsze systematyczne badania geologiczne Alp na terenie Szwajcarii oraz obszarów Ostschweiz, Vorarlbergu, Tyrolu, Piemontu i Lombardii . We współpracy ze Studerem opracował pierwszą mapę geologiczną Szwajcarii .
Następnie zajmował się warunkami stratygraficznymi w Alpach Środkowych i Alpach Wschodnich. Badał m.in. nasunięcie Glarus – nasunięcie w Alpach Glarneńskich, na które w 1897 roku zwrócił uwagę jego ojciec. Nasunięcie zaznacza się wyraźną poziomą linią biegnącą w poprzek stromych zboczy skalnych, oddzielającą położone wyżej, starsze wiekiem, ciemne, szaro-zielone lub fioletowo-czerwone skały Grupy Verrucano od położonych niżej, młodszych, jaśniejszych wapieni i skał fliszu. Escher von der Linth potwierdził młodszy wiek niżej położonych skał i w połowie XIX w. pisał o „kolosalnym nasunięciu”. Jednak później zaczął wątpić w swoje tłumaczenia, wysuwając teorię podwójnego fałdowania, która pogwałcała prawa geometrii i mechaniki.
Był także pionierem geologii glacjalnej . Badał przemieszczanie się lodowców w epoce lodowcowej i jako jeden z pierwszych podkreślił wpływ erozji na powstawanie dolin .
Sporządził również liczne ekspertyzy w kontekście wielkich projektów inżynieryjnych, m.in. dla budowy tunelu Gotarda .

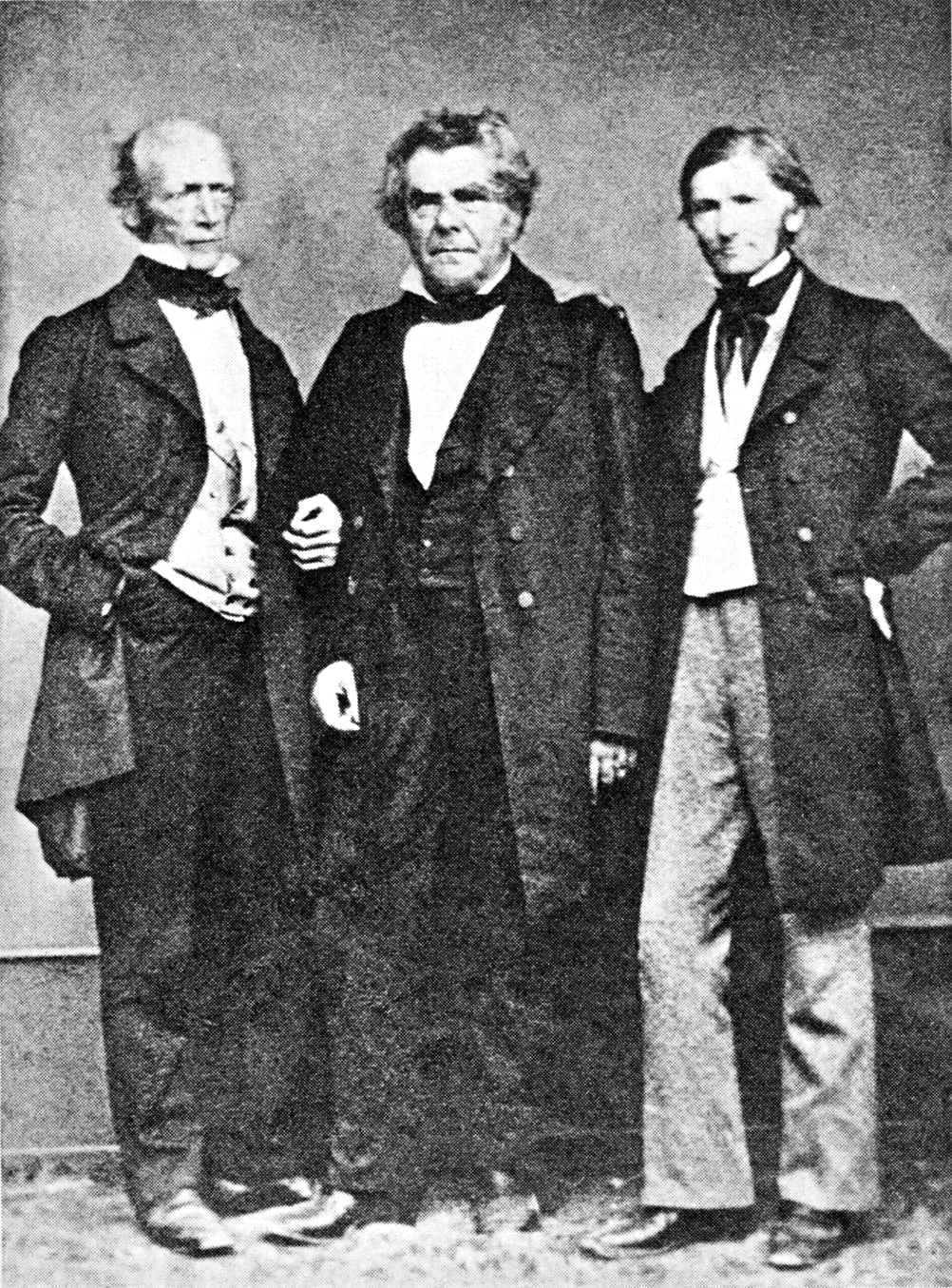
Od lewej strony: Escher von der Linth, Peter Merian (1795–1883) i Oswald Heer (1809–1883)

W stosunku do ogromu przeprowadzonych badań Escher von der Linth niewiele publikował . Większość swoich badań udokumentował w swoich dziennikach . Swoją wiedzę udostępniał innym . Pod jego wpływem pozostawali Oswald Heer (1809–1883), Albert Heim (1849–1937) i Bernhard Studer (1794–1887) .
Był członkiem i honorowym członkiem wielu towarzystw naukowych, m.in. Bawarskiej Akademii Nauk i Londyńskiego Towarzystwa Geologicznego . Uniwersytet w Zurychu przyznał mu doktorat honoris causa .
Razem ze Studerem i Peterem Merianem (1795–1883) uznawany za pioniera szwajcarskiej geologii alpejskiej .

## Publikacje
Lista podana za Allgemeine Deutsche Biographie :
- 1844 – Geologie des Cantons Zürich
- 1845 – Beiträge zur Kenntniß von Tirol und den baierischen Alpen
- 1846 – Geognostische Beobachtungen über einige Gegenden von Vorarlberg
- 1846 – Gebirgskunde des Cantons Glarus
- 1853 – Geologische Bemerkungen über das nördliche Vorarlberg und einige angrenzende Gegenden
- 1853 – Geologische Karte der Schweiz (razem z Bernhardem Studerem)

## Członkostwa i nagrody
- 1854 – członek korespondencyjny Bawarskiej Akademii Nauk[10]